# Picpoul de Pinet
Le picpoul de Pinet est une appellation de vin produit au bord de l'étang de Thau, autour de Pinet, dans l'Hérault. Auparavant dénomination géographique au sein de l'appellation languedoc, ce vin devient une appellation d'origine contrôlée séparée en 2013.
L'AOP picpoul de Pinet est un vin blanc mono-cépage endémique de son terroir : le piquepoul blanc. Les vins AOP Picpoul de Pinet sont produits par 24 caves particulières et 4 caves coopératives et que dans six communes. Il s'agit de la plus grande appellation blanche en vin tranquille du Languedoc. La production annuelle est d'environ 45 000 hectolitres.

## Histoire

### Antiquité
En 118 av. J.-C., Cn. Domitius Ahenobarbus ouvre une voie en Bas-Languedoc, reliant Narbonne à Rome. La voie Domitienne, lieu de passage entre l'Italie et l'Espagne, favorise l'expansion de la viticulture. Les fouilles attestent de la présence de la vigne sur les communes de l'appellation dès l'époque romaine. La voie traverse l'actuel vignoble de Pinet.

### Moyen Âge
Au XIVe siècle, la variété de raisin est mentionnée pour la première fois dans un contrat de location de vignes à Toulouse. À cette époque, on le trouve alors dans tout le sud de la France, du Midi pyrénéen au Rhône méridional.

### Période moderne
Au XVIe siècle, le piquepoul est alors connu comme cépage noble. En 1618, le cépage est cité parmi les six cépages les plus réputés en Languedoc, dans le Sylve Plantarium, ouvrage du botaniste J.B. Magnol.
L'appellation prend forme en mai 1773, quand Turgot, futur ministre de Louis XVI, donne permission aux gens de la « communauté » de Pinet (diocèse d'Agde) d'apposer sur chaque tonneau du cru, la célèbre marque à feu « Vin de Pinet », signe de reconnaissance de la qualité du vignoble.

### Période contemporaine
En 1835, le marquis de Saint-Genyes exporte le picpoul-de-Pinet vers la Belgique et l'Angleterre.
En 1860, le docteur baron Paul Dubois, médecin de l'impératrice Eugénie, marie sa fille à un Héraultais ; l'empereur Napoléon III célèbre le mariage aux Tuileries. Le picpoul-de-Pinet est dégusté au dîner. Le duc de Morny, après en avoir bu déclare : « L'esprit de ce vin me réconcilie avec les Républicains de l'Hérault. » En 1900, jusqu'à la crise phylloxérique, le picpoul-de-Pinet fait l'objet d'un commerce actif avec les ports de la Méditerranée et de l'étang de Thau.
En 1922, les premières démarches officielles en vue de la création de l'Association des producteurs de vin blanc de Pinet sont entreprises. Le 9 janvier 1923, 53 coopérateurs (membres fondateurs) souscrivent pour un volume de 6 188 hectolitres. En septembre, la Cave reçoit sa première vendange. Les acheteurs de cette première récolte sont les Ets Noilly-Prat de Marseillan.
En 1947, le picpoul-de-Pinet obtient le label VDQS. En 1974, le conditionnement et la commercialisation de la production sont désormais assurés par la SICA Picpoul de Pinet.
En 1985, le picpoul-de-Pinet est classé au sein de l'appellation d'origine contrôlée (AOC) coteaux-du-languedoc. Le 19 mai 1990, un formidable élan de solidarité permet de sauver la récolte à la suite d'un orage de grêle : 1 500 volontaires retaillent 1 500 000 pieds de vigne.
Le 27 mai 1992, la Cave de l'Ormarine célèbre son 70e anniversaire et lance officiellement sa marque commerciale. En 1994, la bouteille Neptune est lancée. En 1999, le dossier d'AOC picpoul de Pinet est présenté auprès de l'Institut national de l'origine et de la qualité (INAO). En 2007, l'AOC coteaux-du-languedoc est remplacée par l'appellation languedoc. En 2009, un traité de fusion avec la cave coopérative de Villeveyrac est conclu.
En 2013, le picpoul de Pinet obtient une AOC à son nom. En 2017, il obtient le statut d'AOP. Le cahier des charges de l’appellation a été modifié en décembre 2024.

## Étymologie
Attesté en 1384 dans un bail rédigé en latin. Peut être de l’ancien occitan piquapol, ou de piquer et poule, car les raisins de ce cépage bas était à la portée des poules, lié à la tendance de celles-ci à picorer les grains éparpillés sur le sol. Le cépage piquepoul a la particularité de se désagréger facilement, entraînant ainsi la présence de nombreux grains tombés au sol,. Pinet est la localisation.

## Situation géographique

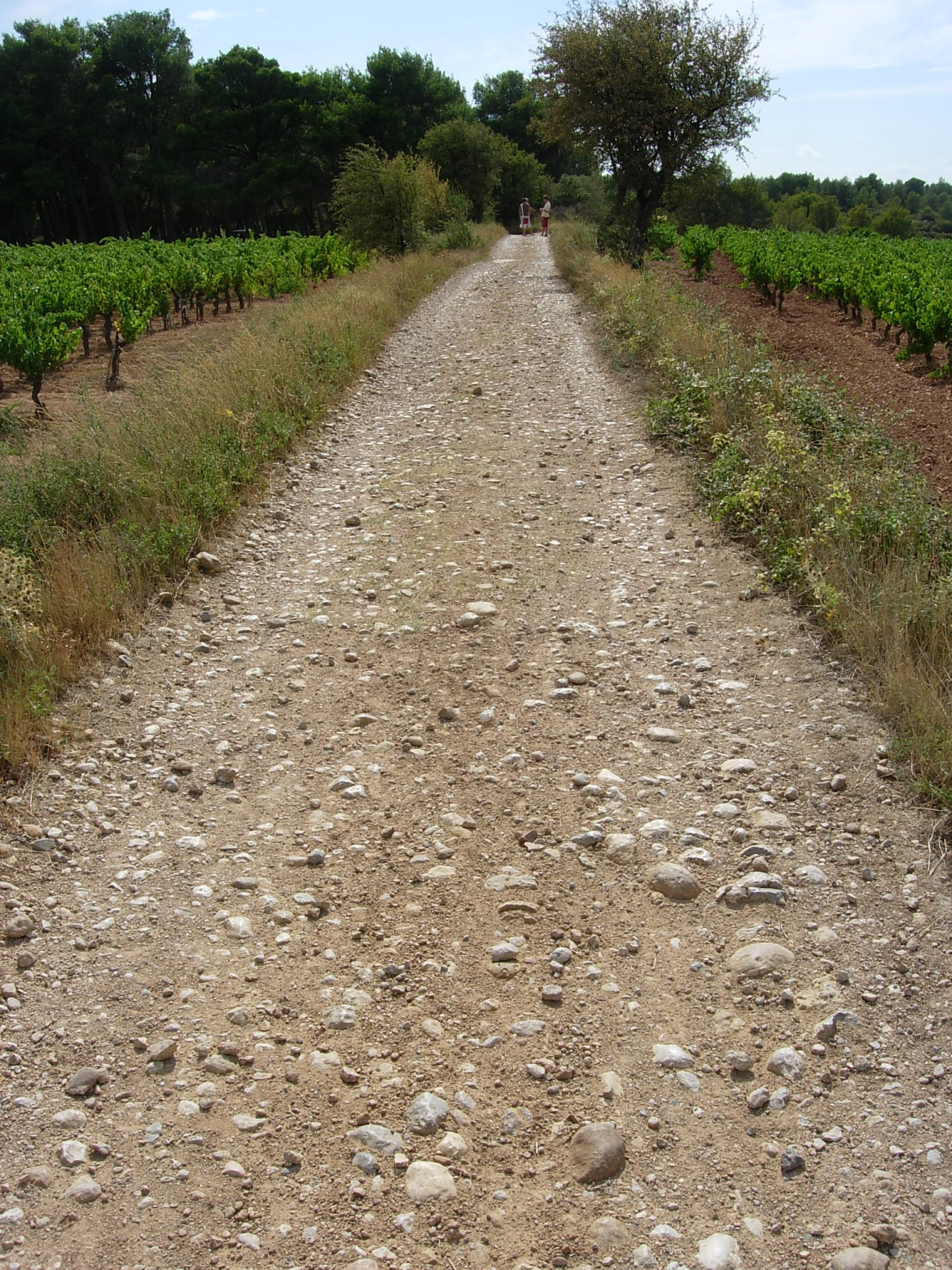
La via Domitia traversant le vignoble de Pinet.

L'aire d'appellation est constituée de six communes situées dans le triangle Agde, Sète, Pézenas, aux bords de l’étang de Thau : Castelnau-de-Guers, Florensac, Montagnac, Mèze, Pomérols et Pinet.

### Orographie et géologie
Le terroir est constitué pour l'essentiel de plateaux argilo-calcaires, riches en calcaire du Crétacé et chargés de cailloutis quartzeux. Ils sont dominés au nord par des collines calcaire datant du Jurassique.
Ces plateaux, situés au nord de l’étang de Thau, confèrent au vignoble un profil en pente, orienté vers l'étang à une altitude moyenne de 40 mètres.

### Climatologie
Le climat de ce terroir viticole est typiquement méditerranéen. Il se caractérise par des hivers doux, des étés chauds et secs et des précipitations rares et concentrées notamment en automne de septembre à décembre (les précipitations annuelles sont proches de 800 mm). Au contraire, l'été est souvent très sec, voire aride dans l'arrière pays des garrigues, avec seulement quelques précipitations en août liées aux orages. Les vents dominants sont la tramontane, vent sec et froid qui chasse les nuages, et le marin, vent humide qui au contraire amène les nuages. Il peut parfois être très violent.
Le taux d'ensoleillement journalier moyen de Montpellier est de 7 h 22, largement supérieur à la moyenne française de 4 h 46. En outre, relativement protégée du mistral et de la tramontane par l'avancée des reliefs cévenols, la ville est la moins ventée du golfe du Lion. De plus, la proximité de la mer favorise l'installation de la brise marine qui tempère les excès thermiques en été.
La température annuelle moyenne est de 14,2 °C, supérieure à la moyenne nationale de 12,2 °C.
Le tableau ci-dessous indique les températures et les précipitations pour l'année 2007 à Béziers :
| Mois                                   | J  | F   | M  | A    | M  | J  | J  | A    | S    | O   | N  | D  | Année |
| -------------------------------------- | -- | --- | -- | ---- | -- | -- | -- | ---- | ---- | --- | -- | -- | ----- |
| Températures moyennes maximales (°C)   | 11 | 11  | 14 | 16   | 20 | 25 | 26 | 26   | 23   | 19  | 14 | 12 | 17,6  |
| Températures moyennes minimales (°C)   | 7  | 7   | 10 | 11   | 14 | 19 | 20 | 21   | 18   | 15  | 10 | 8  | 13,3  |
| Températures moyennes (°C)             | 9  | 9   | 12 | 13,5 | 17 | 22 | 23 | 23,5 | 21,5 | 17  | 12 | 10 | 15,6  |
| Précipitations (hauteur moyenne en mm) | 60 | 105 | 10 | 15   | 90 | 0  | 3  | 10   | 29   | 144 | 21 | 72 | 659   |
| Source: MSN météo                      |    |     |    |      |    |    |    |      |      |     |    |    |       |

Le climat de type méditerranéen est accentué par des précipitations plus faibles et des températures plus élevées que la moyenne nationale (moyenne annuelle : 13,5 °C). Au printemps, un réchauffement rapide de l'atmosphère permet un bon débourrement avec très peu de risques de gelées printanières. La proximité de l'étang de Thau et de la mer joue un rôle de régulateur thermique en réduisant les amplitudes thermiques. L'hiver est assez sec, suivi d'un printemps peu pluvieux. Le déficit estival est élevé, le maximum de précipitations étant localisé à l'automne. Le marin, la tramontane, et le mistral sont les vents rencontrés sur l'appellation. Ils jouent un rôle important sur l'état sanitaire de la vendange.

## Vignoble

### Présentation
Les vignerons de Pinet ont été les précurseurs de la vinification et de la commercialisation du picpoul-de-Pinet. Ce vin est issu d'un cépage noble d'abord appelé piquant-Paul, picapulla, puis piquepouille. Il est connu maintenant sous le nom piquepoul.

### Encépagement

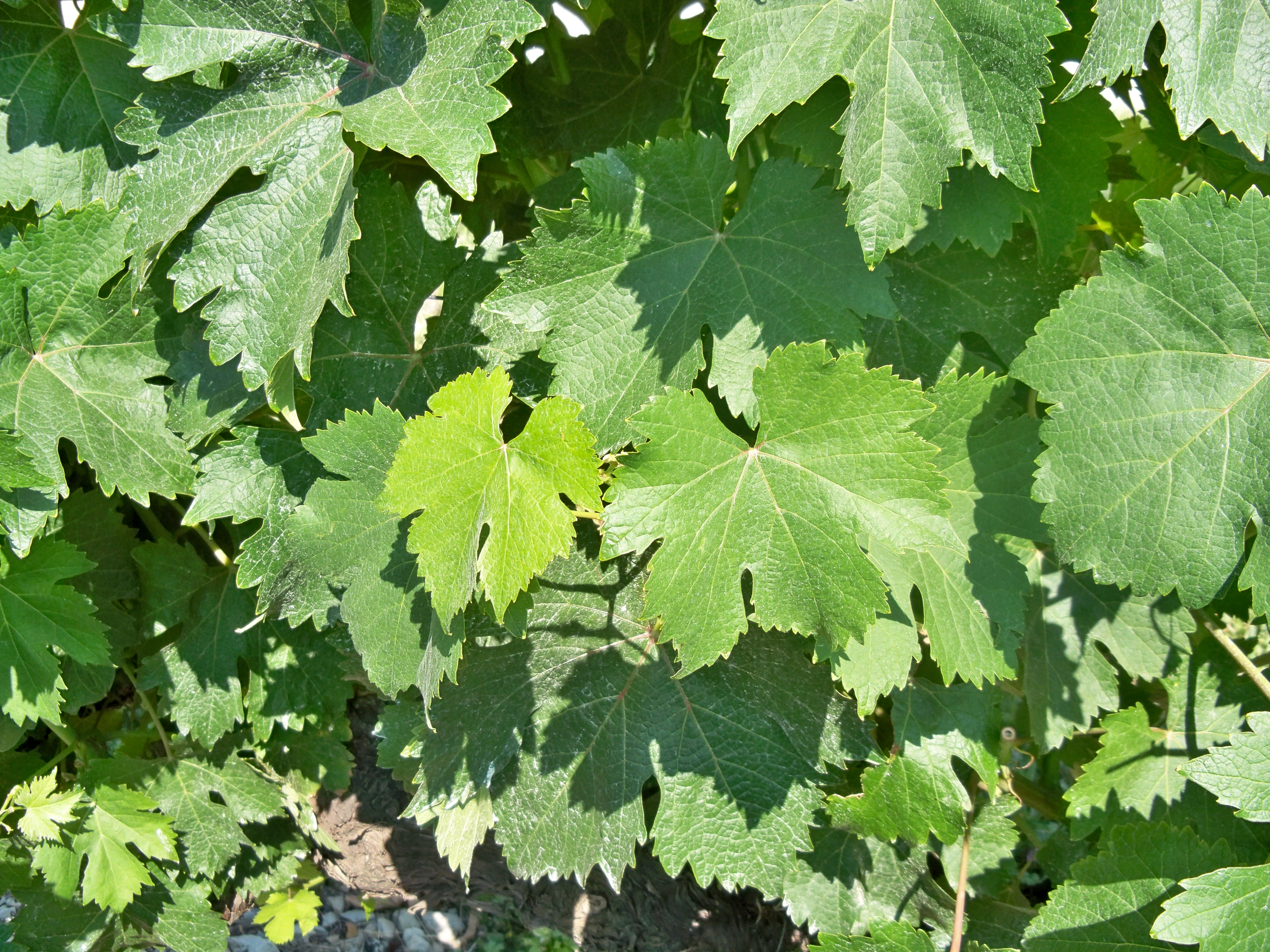
Feuillage du piquepoul blanc.

Le vin de cette AOC est exclusivement produit par le cépage piquepoul blanc B ou picpoul blanc.

### Méthodes culturales
La taille qui tend à se généraliser est celle dite en cordon de Royat à deux fois deux bourgeons.
Les vendanges durent en général de quatre à cinq semaines à partir de début septembre. Le ramassage est essentiellement mécanisé (75 %). Le cépage piquepoul donne un raisin aux grains moyens et dorés, formés en grappes très serrées souvent emmêlées les unes aux autres. Avant la récolte, une sélection préalable de parcelles est réalisée de façon à distinguer les cuvées haut de gamme en fonction du cahier des charges. Tous les apports sont contrôlés par une commission spécialisée, sur les quais de réception avec un poste de présélection mesurant l'état sanitaire et la maturité.

### Vinification et élevage

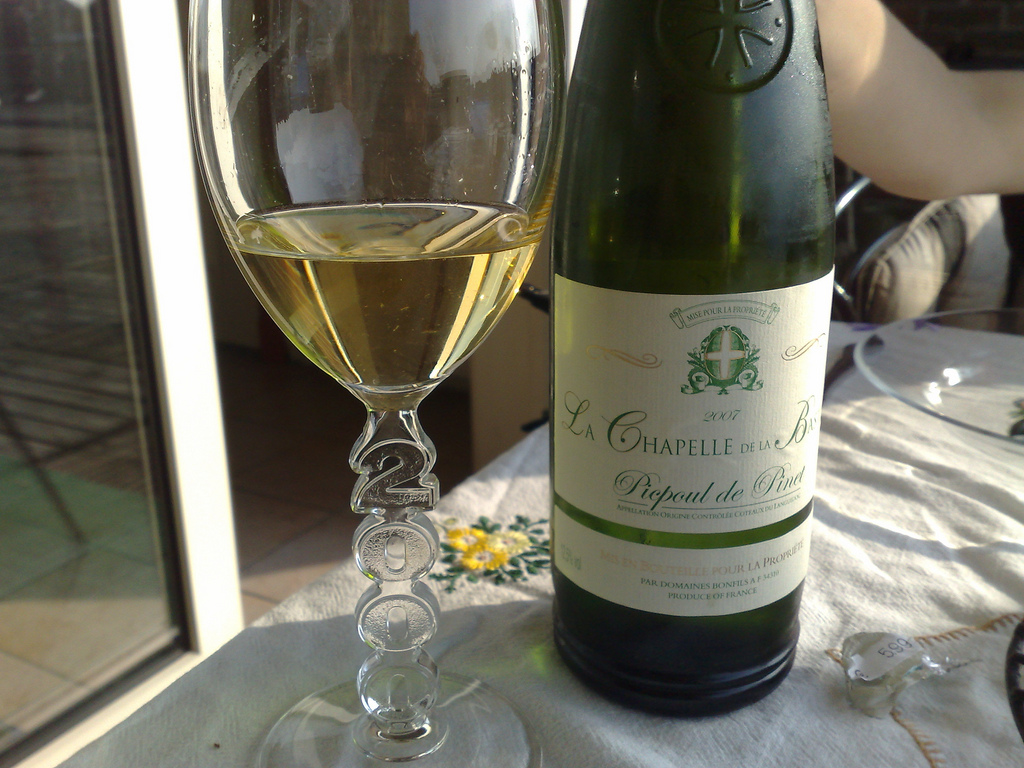
Verre de picpoul de Pinet.
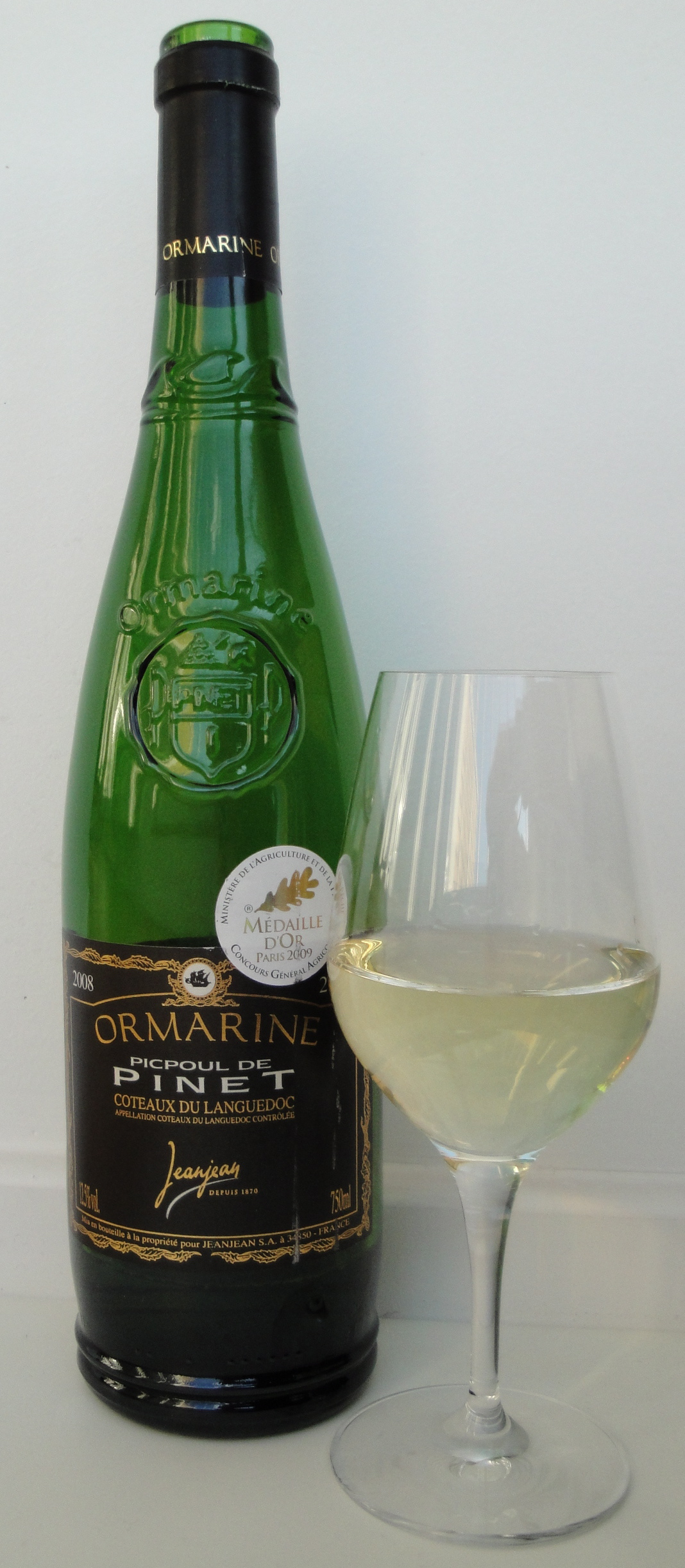
Bouteille de picpoul de Pinet.

### Bouteille Neptune
L'AOP Picpoul de Pinet se distingue par sa bouteille verte marquée de la croix du Languedoc et par le col entouré de vagues élaborée depuis 1994 par la Verrerie ouvrière d'Albi. Elle est également depuis 2016 gravée avec le nom de l'appellation « Picpoul de Pinet ». La bouteille nommée Neptune, le dieu de la mer, est une marque déposée et propriété du syndicat.

### Type de vins et gastronomie
- Soupe de poissons à la sétoise ;
- huitres, moules, coquillages, crustacés, poissons, fromages, etc.